# Игельская колонна
Игельская колонна (нем. Igeler Säule) — римский надгробный памятник III века, расположенный в Игеле, в 9 км к западу от Трира, в Германии.

## Описание
Колонна является надгробным памятником семьи торговцев тканью Секундиниев, и была построена около 250 года двумя представителями данного семейства — братьями Луцием Секундинием Авентином и Луцием Секундинием Секуром. Сооружение представляет собой четырёхгранную колонну из красно-серого песчаника высотой 30 метров, построенную на массивном постаменте с балкой и резными фризами, разделёнными узкими карнизами, и аттиком с четырьмя рельефными фронтонами над ним. Пирамидальное завершение колонны венчает скульптура орла с распростёртыми крыльями.
Сама колонна украшена коринфскими пилястрами, отдельными поясами барельефов со сценами из мифологии и повседневной жизни римлян. Один из барельефов изображает процессию из шести колонов, приносящих пожертвования в виде зайца, двух рыб, козленка, угря, петуха и корзины с фруктами в дом своего хозяина. Также имеются изображения мифологических персонажей: Ахилла, Персея и Андромеды, а также подвиги Геракла. На передней стороне надгробия изображена семья Секундиниев, которой оно посвящено.
После падения Западной Римской империи памятник избежал разрушения благодаря народному заблуждению, что барельеф с южной стороны колонны изображает брак императора Констанция I и Елены, родителей императора Константина I Великого. В 1792 году колонну посетил Иоганн Вольфганг фон Гёте, который описал и зарисовал её, а позже несколько раз упоминал колонну в своих работах. В ходе раскопок у подножия колонны человеческие останки обнаружены не были, однако при реставрационных работах в 1985—1986 годах в цоколе с западной стороны был обнаружен склеп, предназначенный для урн с прахом.
В 1986 году колонна, вместе с другими римскими памятниками Трира, была включена в список объектов всемирного наследия ЮНЕСКО в Германии. Полихромная копия колонны стояла в центральном дворе Рейнского музея в Трире, но была демонтирована в 2022 году из-за повреждений.